# 町田忍
町田 忍（まちだ しのぶ、1950年5月12日 - ）は、日本のエッセイスト、コメンテーター、写真家。
庶民文化研究所所長、（社）日本銭湯文化協会理事。元ノベルティミュージアム副館長、元浅草庶民文化資料館・三十坪の秘密基地名誉館長、台場一丁目商店街（デックス東京ビーチ）特別顧問。
庶民文化研究家と名乗る事があるが、これは町田自身が作った造語だとインタビューで語っている。

## 来歴
東京都目黒区出身。目黒区立碑小学校、目黒区立第九中学校、和光学園高等学校、和光大学人文学部芸術学科卒業。
在学中ヨーロッパ一周一人旅。大学卒業後、警視庁麹町警察署に勤務。職員美術展において土田警視総監より表彰。
警察官を退職後、少年時代より収集し続けている商品や各種パッケージなどの風俗意匠を研究するために「庶民文化研究所」を設立。30年以上かけて全国の銭湯を約４０００か所訪ね歩き、庶民の記録として写真に収める。
映画・テレビドラマなどの時代考証、昭和庶民文化に関しての監修、執筆など多数てがける。

## 人物
- 収集癖があり納豆のラベル、蚊取り線香、ごきぶりホイホイなどの粘着式ゴキブリ駆除用品、バナナのシール、街頭で配られているポケットティッシュ、チョコレートのラベル、甘栗の袋、牛乳瓶の蓋（紙栓）、カップラーメンの蓋など100種類以上のジャンルをコレクションしている。また、ドラマや映画などの時代考証も手がけている。[要出典]
- 銭湯好きであり、それに関する本やコラムも執筆している。銭湯を個人的に調査・研究しており、「銭湯学」を提唱している。
- 狛犬や富士塚、おみくじ、正露丸、蚊取り線香、看板、納豆、販売機など多数研究の対象としている。
- 映画出演　「水の女」浅野忠信・UA主演　　　「僕達急行 A列車で行こう」松山ケンイチ・瑛太主演

## 著書
- 『銭湯へ行こう』（TOTO出版）-1992
- 『銭湯へ行こう・旅情編　10年1089軒行脚の記録【カラー版】』（TOTO出版）-1993/9
- 『マッカーサーと征露丸 -ニッポン伝統薬ものがたり-』町田忍コレクション vol.1（芸文社）-1997
- 『Z級食べ物ラベル図鑑』（洋泉社）-1997
- 『納豆大全！』（小学館）-1997　『納豆大全 -愛すべき伝統食品の謎を解く』角川文庫）-2002
- 『絶滅危惧浪慢 町田忍博物館』（エージー出版）-1998
- 『昭和浪漫図鑑 -私が原っぱの少年だったころ-』（WEVE出版）-1998 『昭和なつかし図鑑 -私が原っぱの少年だったころ』講談社文庫-2007
- 『路上ポップ・ドールのひみつ』（扶桑社）-1998
- 『ザ・チョコレート大博覧会』（扶桑社）-2000
- 『散歩のすすめ ウの目タカの目マチダの眼』（JTBパブリッシング）-2000/9
- 『痛快「捨てない！」技術』（岳陽舎）-2001
- 『ぶらり散策 懐かしの昭和 -消えゆく昭和の建物をたずねて-』（扶桑社）-2001　『懐かしの町 散歩術』ちくま文庫-2004
- 『蚊遣り豚の謎 -近代日本殺虫史考-』（新潮社）ラッコブックス-2001
- 『貧しくても元気だった　懐かしの昭和30年代』（扶桑社）-2002/12
- 『懐かしの家庭薬大全』（角川書店）-2003
- 『懐かし新聞広告批評 -明治-大正・昭和の素晴らしいムダ知識-』（扶桑社）-2004/3
- 『暮らしのパッケージデザイン -お菓子・食料品・日用品-』（エムディエヌコーポレーション）-2004/7
- 『銭湯の謎』（ソニーマガジンズ）-2004
- 『昭和レトロ商店街 -ロングセラー商品たちの知られざるヒストリー-』（早川書房）-2006
- 『昭和レトロ博物館』（角川学芸出版）-2006
- 『銭湯遺産』写真・文（戎光祥出版）-2007
- 『帰ってきた！昭和レトロ商店街』（早川書房）-2008
- 『東京ディープ散歩』（アスペクト）-2008　『東京ディープぶら散歩』アスペクト文庫
- 『ザ・東京銭湯』（戎光祥出版）-2009
- 『最後の銭湯絵師　三十年の足跡を追う』（草隆社）-2013
- 『戦後新聞広告図鑑　戦後が見える、昭和が見える』（東海教育研究所）-2015
- 『銭湯 「浮世の垢」も落とす庶民の社交場』ミネルヴァ書房 シリーズ・ニッポン再発見 2016
- 『町田忍の手描き看板百景 美あり珍あり昭和あり』東海教育研究所, 2020.2
- 『町田忍の銭湯パラダイス』山と溪谷社, 2021.11
- 『町田忍の縁起物のひみつ 「福」はいつも隣にいる』文・写真・絵. 天夢人, 2021.12
- 『町田忍の昭和遺産100 令和の時代もたくましく生きる 町田忍認定』文・写真・絵. 天夢人, 2021.6
- 「昭和家電百貨」ウエッジ、２０２２

### 共著・編著・監修
- 『The霊柩車 -日本人の創造力が生んだ傑作-』井上章一共著（祥伝社）1992
- 『「入浴」はだかの風俗史 浮世絵で見るお風呂の歴史と文化』花咲一男文 町田写真 講談社 1993
- 『風呂屋の富士山』大竹誠共著（ファラオ企画）1994
- 『銭湯map東京 銭湯へ行こうデータ編』銭湯探偵団共編 TOTO出版 1995
- 『仁丹は、ナゼ苦い? 明治・大正期の藥品廣告圖版集』編著 ボランティア情報ネットワーク 1997
- 『戦時広告図鑑 -慰問袋の中身はナニ？-』編著（WAVE出版）1997
- 『昭和B級文化論　ザ・ジュース大図鑑』串間努共著（扶桑社）2000
- 『いいだろ?これ 〜娯楽四天王が綴る仕事・趣味・生き方〜』泉麻人、なぎら健壱、やくみつる共著（IMS出版社）2002
- 『Sento : The Japanese public bath in the 20th century 廿世紀錢湯寫眞集』監修 大沼ショージ 撮影 DANぼ 2002
- 『銭湯読本 The new life with sento』Sento style推進委員会編（監修）アーティストハウスパブリッシャーズ 2002
- 『ホーローの旅』泉麻人共著（幻冬舎）2002
- 『関西のレトロ銭湯』松本康治写真・文（監修）戎光祥出版 2009
- 『銭湯検定公式テキスト 1』日本銭湯文化協会編 米山勇共監修 草隆社 2009
- 『東京マニアック博物館 おもしろ珍ミュージアム案内』監修（メイツ出版）2014
- 『京都・大阪・神戸 マニアック博物館 おもしろ珍ミュージアム案内』監修（メイツ出版）2018
- 『ふくおか周辺 マニアック博物館 おもしろ珍ミュージアム案内』監修（メイツ出版）2019
- 『懐かしくて新しい「銭湯学」  お風呂屋さんを愉しむとっておき案内』監修. メイツユニバーサルコンテンツ, 2021.9

## 監修書籍
- 『銭湯読本 -The New Life With SENTO-』（アーティストハウスパブリッシャーズ）-2002/11
- 『関西のレトロ銭湯』（戎光祥出版）-2009/5
- 『銭湯検定公式テキスト1』日本銭湯文化協会著／米山勇（江戸東京博物館助教授）共監修（草隆社）-2009/7

## DVD
- 『町田忍の 昭和のくらし大辞典 vol.1（くらし編）』（ジュニア・ドリーマーズ・インターナショナル）-2006/11
- 『町田忍の 昭和のくらし大辞典 vol.2（あそび編）』（ジュニア・ドリーマーズ・インターナショナル）-2006/12
- 『町田忍の 昭和のくらし大辞典 DVDボックス』（ジュニア・ドリーマーズ・インターナショナル）-2007/7
- 『東京銭湯』監修（シティコネクション）-2008/4
- 『全国チンチン電車紀行　東日本編』（ジェネオンエンタテインメント）-2008/12
- 『全国チンチン電車紀行　西日本編』（ジェネオンエンタテインメント）-2008/12

## 主なテレビ出演
タモリ倶楽部（フジテレビ・１９８４、納豆）
　ちんちん電車紀行（２００６・旅チャンネル）
　私鉄沿線なんだこれ（２００８・旅チャンネル）
- 美の壷（NHK教育、2008年/「銭湯」[2]
- 知るを楽しむ（NHK教育、2008年/「あ～極楽の銭湯史」全4回シリーズ）[3]
- 町田忍の昭和レトロ紀行（旅チャンネル、2010年、BSフジ、2013年 -2014年）[4]
- 開運!なんでも鑑定団（テレビ東京、2011年/たばこカードを鑑定）[5]
- マツコの知らない世界（TBS、2012年/「銭湯の世界」）[6]
- 泉麻人＆町田忍の昭和レトロ・ヒーローズ（MONDO21、2012年）[7]
- 美の壷（NHK BSプレミアム、2013年/「私の富士山」）[8]
- 探検バクモン（NHK総合、2013年）[9]
- TokYo,Boy（TOKYO MX、2014年/「銭湯の時間ですよ！〜知っておきたい東京銭湯学〜」）[10]
- 昭和は輝いていた（BSジャパン）[11]
- 有吉ジャポン（TBS）[12]
- マツコ&有吉の怒り新党（テレビ朝日、2016年）[12]
- L4 YOU!（テレビ東京、2016年/「懐かしの東京！昭和遺産を探訪」）[13]
- 5時に夢中!（TOKYO MX）[14]
- 町田忍のマニア探訪、同#2（BSフジ、2016年、#2、2017年）[15]
- モーニングショー（テレビ朝日/「良純未来図」コーナー）[16]
- マツコ&有吉 かりそめ天国（テレビ朝日）[12]
- ソレダメ!〜あなたの常識は非常識!?〜（テレビ東京、2017年）[12]
- ビーバップ!ハイヒール（朝日放送テレビ、2019年/「関西マニアック博物館ベスト7」）
- チコちゃんに叱られる（NHK ２０１９,銭湯ペンキ絵・２０２３、湯船）
- 世界不思議発見（TBS、２０２３年、銭湯）
- なんでも鑑定団（テレビ東京、２０２４年、ガムのさや紙鑑定）
- マツコの月曜から夜ふかし（日本テレビ、２０２５年、解説）
- 関口宏の雑誌の記憶（BS朝日、２０２５年、解説）